# Rittergüter in Teistungen
Die Rittergüter in Teistungen waren mehrere Rittergüter in Teistungen im nördlichen Landkreis Eichsfeld in Thüringen.

## Geschichte
Das Gebiet um Teistungen gehörte im frühen Mittelalter zur Mark Duderstadt, wo das Stift Quedlinburg reich begütert war, sowie die Grafen von Reinstein und Blankenburg, die Grafen von Lauterberg und Scharzfeld. Diese belehnten dann lokale Adlige mit Gütern und Ortschaften. Wie der Burgbezirk Westernhagen als südlicher Teil der Mark und das spätere Gericht Westernhagen ab dem 15. Jahrhundert an die Kurmainzer Erzbischöfe gelangte, ist nicht genau geklärt.
Im 13. und 14. Jahrhundert wurden Angehörige eines Adelsgeschlechts von Teistungen erwähnt (1266 Heidenrich und 1356 Johann). Ob es sich dabei um eine ortsansässige Adelsfamilie gehandelt hat oder ob sie mit der nahen Teistungenburg in Verbindung stand, ist nicht bekannt.
Die Adelsfamilie von Westernhagen, ursprünglich nannten sie sich nur von Hagen, war nicht nur auf ihrer Stammburg Burg Westernhagen sesshaft, sondern Familienmitglieder ließen sich auch früh in den umliegenden Orten nieder, so in Berlingerode und in Teistungen. Im Ort gab es einen hochmittelalterlichen Herrensitz, 1283 erwirbt der Ritter Conrad von Hagen hier Eigenbesitz. Über frühe Befestigungsanlagen ist nichts genaues bekannt, von zwei Wohntürmen ausgehend entstanden später die zwei unmittelbar benachbarten Rittergüter Ober- und Unterhof. Zum Gutsbesitz zählten auch mehrere Mühlen in Teistungen und Ferna.

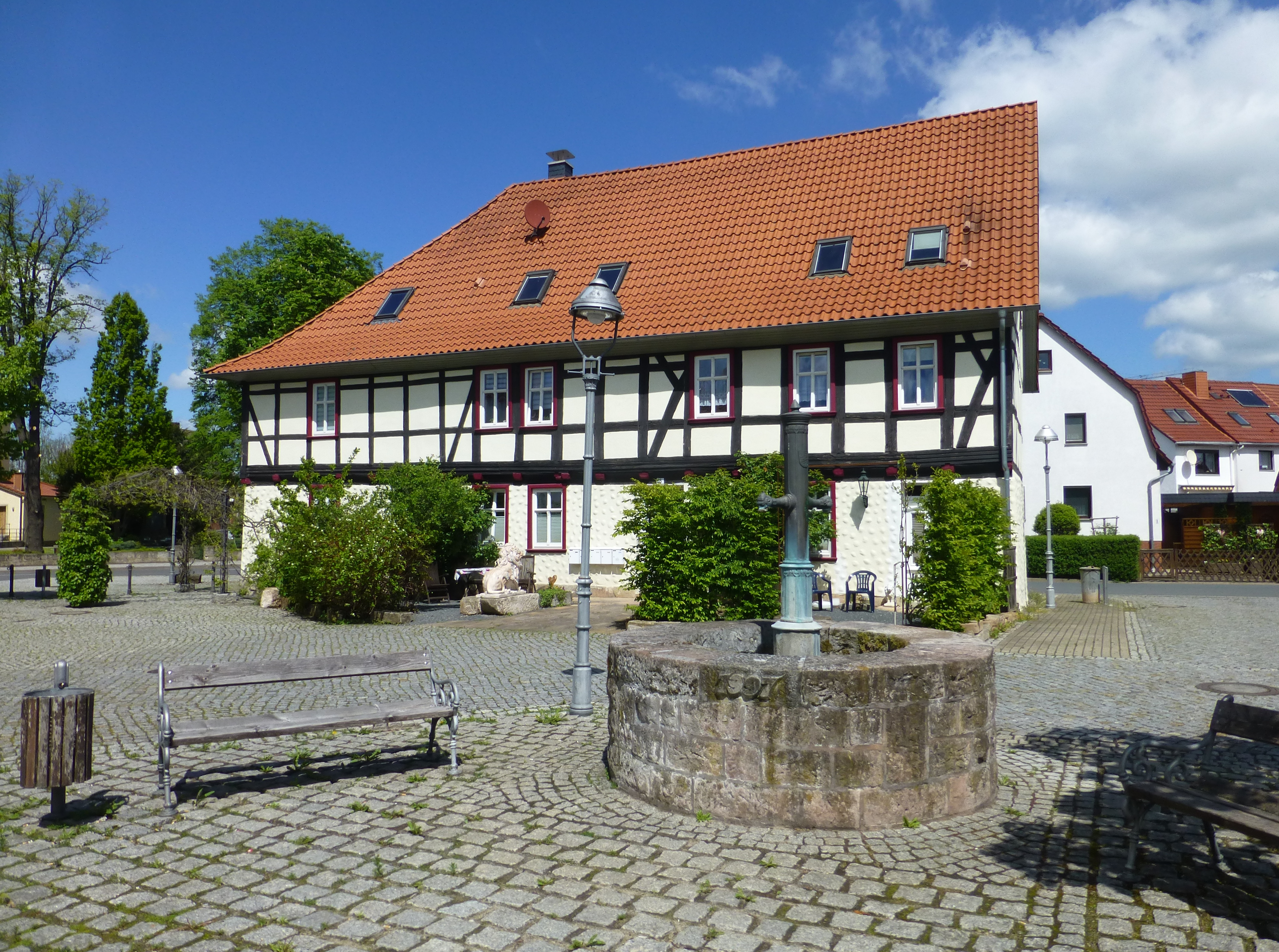
Das ehemalige Pächterhaus des Unterhofes

## Güter

### Unterhof
Adolf August Julius Carl von Westernhagen lebte von 1806 bis 1890 in Teistungen auf dem Unterhof und eine enge Freundschaft zu Theodor Storm pflegte, wurde dessen Nachfolger als Kreisrichter. 1895 wurde der alte Unterhof abgerissen und als schlossartiges Herrenhaus neu errichtet. Das Gut mit etwa 196 Hektar Land gehörte 1923 Oskar von Westernhagen. 1945 wurde das Gut enteignet und nach 1949 als Maschinen-Ausleih-Station bzw. Maschinen-Traktoren-Station und Instandsetzungsbetrieb für Landtechnik genutzt. 1974 wurde das Herrenhaus mit dem benachbarten Wohnwehrturmes des Oberhofes abgerissen und man baute auf dem Gelände ein Verwaltungsgebäude für die Gemeinde. Heute ist dort die Verwaltungsgemeinschaft Lindenberg/Eichsfeld untergebracht. Als einziges verbliebenes Gebäude des Unterhofes steht noch das Pächterhaus, das Areal mit den ehemaligen Wirtschaftsgebäuden ist jetzt eine große Freifläche.

### Oberhof

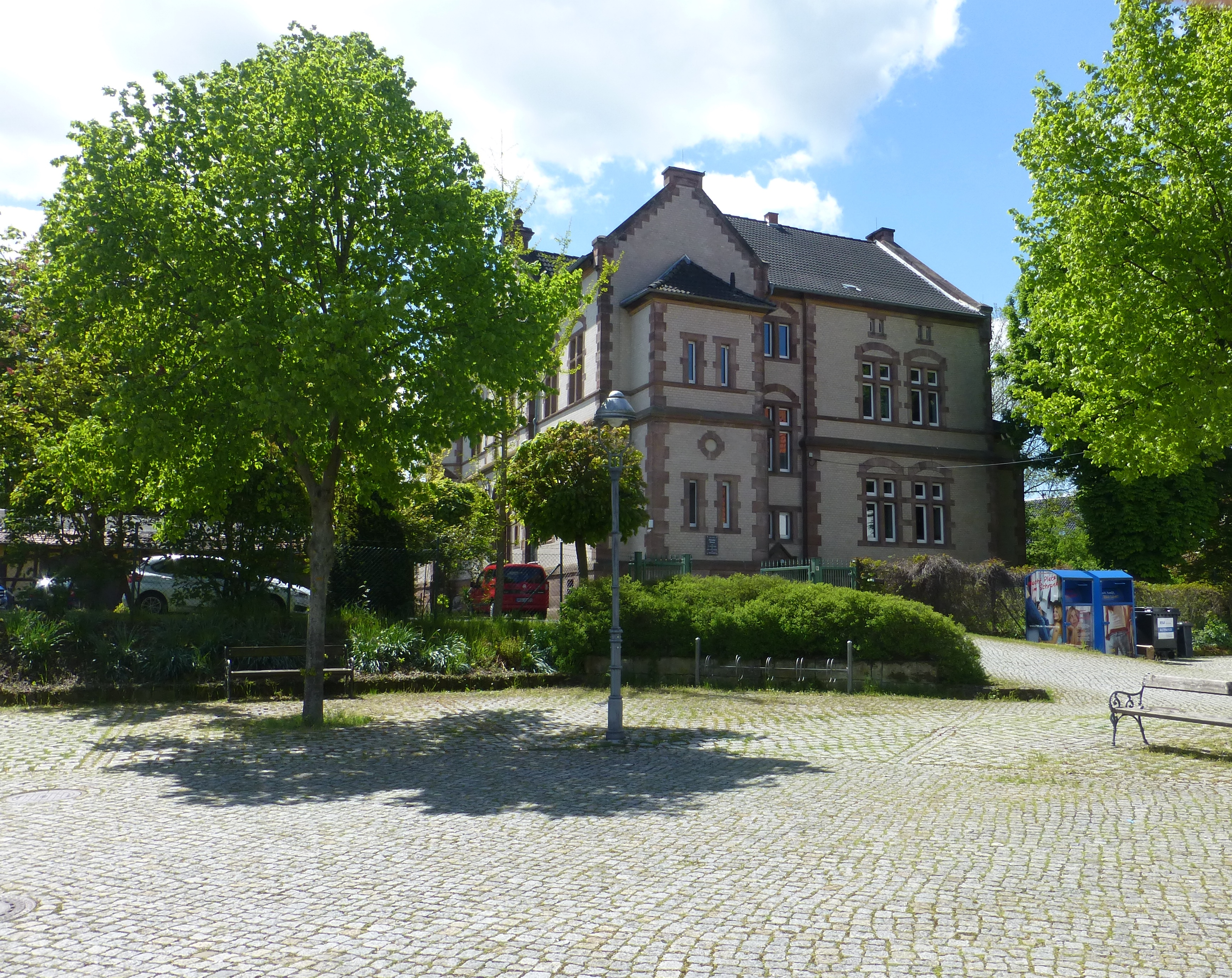
Der Oberhof in Teistungen

Der ursprüngliche Oberhof wurde ebenfalls abgerissen und durch einen zweigeschossiger Backsteinbau auf Sandsteinsockel aus der Gründerzeit mit einem turmartiger Anbau ersetzt.
1923 hatte das Gut nur eine Landfläche von 21 Hektar, die einer geborenen von Westernhagen gehörte. Der noch vorhandene Wohnwehrturm wurde 1974 mit dem benachbarten Unterhof abgerissen. Der Oberhof wurde nach der Deutschen Wiedervereinigung von der Familie von Westernhagen zurückerworben und umfassend  saniert.
2017 wurde am Unterhof eine Gedenktafel zur Erinnerung an Theodor Storm angebracht.

### Gut Teistungenburg
Nachdem das Kloster Teistungenburg Anfang des 19. Jahrhunderts aufgelöst wurde, entstand dort eine Domäne. Das Gut wechselte in der Folgezeit häufiger den Besitzer. 1923 hatte das Gut eine Fläche von 375 Hektar und gehörte einem Herrn Kruse. 1925 ging es in die Domänenverwaltung des preußischen Staates über und wurde 1945 enteignet. Die ehemaligen Klosteranlagen verfielen nach und nach, 1975 wurden die meisten Gebäude der Gutsanlage wegen der Nähe zur Innerdeutschen Grenze abgerissen, lediglich ein historischer Torbogen und eine Scheune bleiben stehen. Nach 1990 entstand dort eine Hotel- und Freizeitanlage.
Das Gut Teistungenburg gehörte als einziges Gut in der Umgebung nicht der Familie Westernhagen oder einer anderen Adelsfamilie.